# Sergiusz (Lapidiewski)
Sergiusz, imię świeckie Nikołaj Jakowlewicz Lapidiewski (ur. 27 kwietnia?/9 maja 1820 w Tule, zm. 30 stycznia?/11 lutego 1898 w Petersburgu) – rosyjski biskup prawosławny.

## Życiorys
Był synem prawosławnego protoprezbitera. Ukończył seminarium duchowne w rodzinnej Tule, zaś w 1844 uzyskał tytuł magistra nauk teologicznych w Moskiewskiej Akademii Duchownej. W tym samym roku, 24 czerwca, złożył wieczyste śluby mnisze, 20 lipca został hierodiakonem, zaś 6 sierpnia – hieromnichem. Od października 1844 był wykładowcą Moskiewskiej Akademii Duchownej. Od 1848 był jej inspektorem. W 1850 otrzymał godność archimandryty. W 1851 otrzymał tytuł profesora nadzwyczajnego w dziedzinie teologii pasterskiej. Od 1857 był rektorem Moskiewskiej Akademii Duchownej. Od 1858 do 1859 pełnił ponadto funkcję przełożonego Monasteru Wysoko-Pietrowskiego, zaś od 1859 do 1861 – Monasteru Zaikonospasskiego.
1 stycznia 1861 miała miejsce jego chirotonia na biskupa kurskiego i biełgorodzkiego. W 1880 przeniesiony na katedrę kazańską i swijaską, uzyskując równocześnie godność arcybiskupa. Od 1882 do 1891 pełnił urząd arcybiskupa kiszyniowskiego. Następnie przez dwa lata był arcybiskupem chersońskim i odeskim. W 1893 mianowany metropolitą moskiewskim i kołomieńskim oraz honorowym przełożonym Ławry Troicko-Siergijewskiej.
Zmarł w 1898 i został pochowany w soborze Zaśnięcia Matki Bożej w Moskwie obok swojego poprzednika, metropolity Leoncjusza.